# William R. Roush
William R. Roush est un chimiste organicien américain, né le 20 février 1952 à Chula Vista, en Californie.

## Biographie
Roush étudie la chimie à l'Université de Californie à Los Angeles (BS 1974) et à l'Université Harvard (Ph.D. 1977 avec Robert Burns Woodward). Après une année postdoctorale à Harvard, il rejoint cette faculté au Massachusetts Institute of Technology. En 1987, il part à l'Université de l'Indiana et est promu professeur en 1989 et professeur émérite en 1995. Deux ans plus tard, il part à l'Université du Michigan à Ann Arbor et est professeur de chimie Warner Lambert / Parke Davis. Il est président du département de chimie de l'Université du Michigan de 2002 à 2004. En 2004, il part avec son groupe sur le campus de Jupiter, en Floride, de l'Institut de recherche Scripps (TSRI) où il est actuellement professeur émérite.
Roush est actif dans le domaine de la chimie organique avec des recherches sur la synthèse de produits naturels, le développement de méthodes et la chimie médicinale. Il est connu pour ses études stéréochimiques et ses applications synthétiques de la réaction intramoléculaire de Diels-Alder et ses travaux dans le domaine de la synthèse diastéréosélective asymétrique et acyclique, en particulier l'utilisation d'allylboronates modifiés par un ester tartrate et d'autres composés allylmétalliques pour la construction de propionate de type aldol. -systèmes dérivés. Il a également apporté d'importantes contributions à la synthèse de désoxyglycosides et de produits naturels polyhydroxylés, ainsi qu'à la conception et à la synthèse d'inhibiteurs de cystéine protéases ciblant d'importants agents pathogènes humains (par exemple, les espèces Trypanosoma, Plasmodium et Entamoeba).